# Gerald (voornaam)
De naam Gerald is een Duitse jongensnaam. Gerald is een samengestelde Germaanse naam bestaand uit: 
1. Ger- (ijzeren speer)
2. -Alt, voluit: walt (heersen)

De volledige betekenis is dan ook heerser met de ijzeren speer

## Varianten
Gerald (Duits, Engels), Gerold (Duits), Gerry (Duits, Engels), Jerry (Duits, Engels); Geraldus, Giraldus, Gyraldus (Latijn), Geraldo (Italiaans); Giraldo, ook als achternaam Giraldi (Italiaans, Portugees), Gerald (Frans); Gierałd (Pools).